# Mein Vater. Mein Onkel.
Mein Vater. Mein Onkel. thematisiert die Zusammenführung von Sinan Al Kuri mit seiner leiblichen Familie aus dem Irak. Der Dokumentarfilm entstand unter der Regie von Christoph Heller als Abschlussfilm an der Deutschen Film- und Fernsehakademie Berlin (dffb). Nach zahlreichen internationalen Festivalauftritten startete der Film am 3. April 2010 in Österreich, am 22. April 2010 in der Schweiz und am 13. Mai 2010 in Deutschland im Kino.

## Handlung
Ein junger charmanter Deutscher begegnet seinen leiblichen Eltern und Geschwistern in Dubai. Dort hat die wohlhabende irakische Familie ihr neues Zuhause gefunden. Ihr Sohn Sinan ist in Hessen bei seiner deutschen Adoptivmutter aufgewachsen und lebt und arbeitet inzwischen in Berlin. Fast unsichtbar und sehr präzise ist die Kamera in »Mein Vater. Mein Onkel.« immer dabei, wenn Sinan der Familie, der Sprache, Religion und Kultur seiner Vorfahren begegnet – es ist die Entdeckung einer fremden Welt, eines alternativen Lebens, das er gelebt hätte, wenn er bei seinen Brüdern aufgewachsen wäre. Für Sinans Eltern hat er immer zur Familie gehört. Sie haben sich ihr Leben lang nach der Rückkehr des verlorenen Sohnes gesehnt und nehmen ihn nun in bedingungsloser Liebe an. Sie schmieden Pläne, träumen von einem gemeinsamen Leben im Irak und machen schon mal Vorschläge für die zukünftige Ehefrau. Eigentlich wäre es auch ganz schön, wenn Sinan zum Islam konvertieren würde. »Mein Vater. Mein Onkel.« zeigt mit viel Witz das Aufeinandertreffen zweier Kulturen innerhalb einer Familie.

## Festivalteilnahmen
- 2009 Zurich Film Festival
- 2009 Internationales Leipziger Festival für Dokumentar- und Animationsfilm (DOK Leipzig)
- 2009 Dubai International Film Festival
- 2009 Unabhängiges FilmFest Osnabrück
- 2009 FILMZ-Festival des deutschen Films Mainz
- 2010 Achtung Berlin! - new berlin film award
- 2010 Documentary Edge International Film Festival New Zealand
- 2010 London International Documentary Film Festival
- 2010 Budapest Dialektusz Film Festival

## Auszeichnungen
- 2009: Babelsberger Medienpreise (nominiert)
- 2009: Gold Panda Awards, Chengdu, China (nominiert)